# Harriseahead
Harriseahead is een plaats in het bestuurlijke gebied Newcastle-under-Lyme, in het Engelse graafschap Staffordshire.

## Foto's

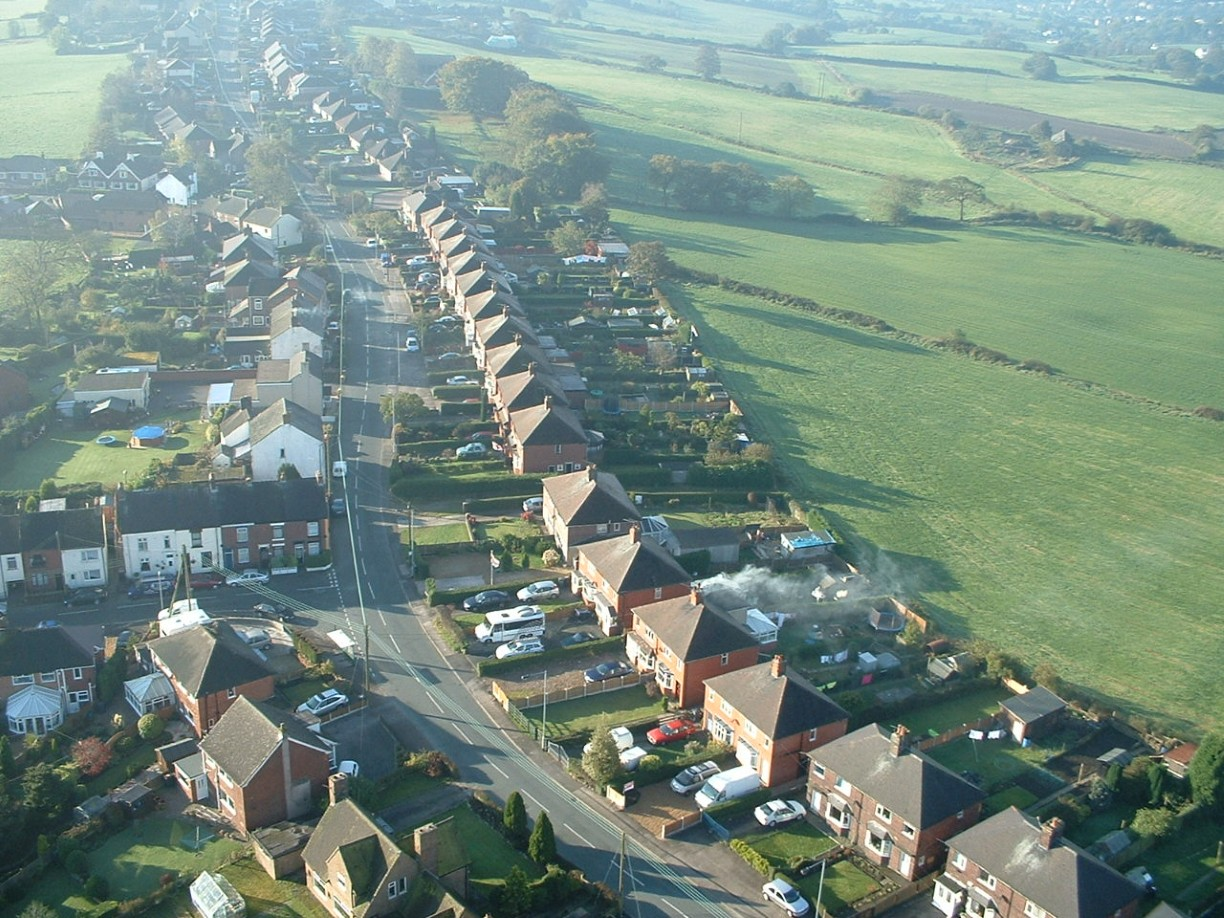
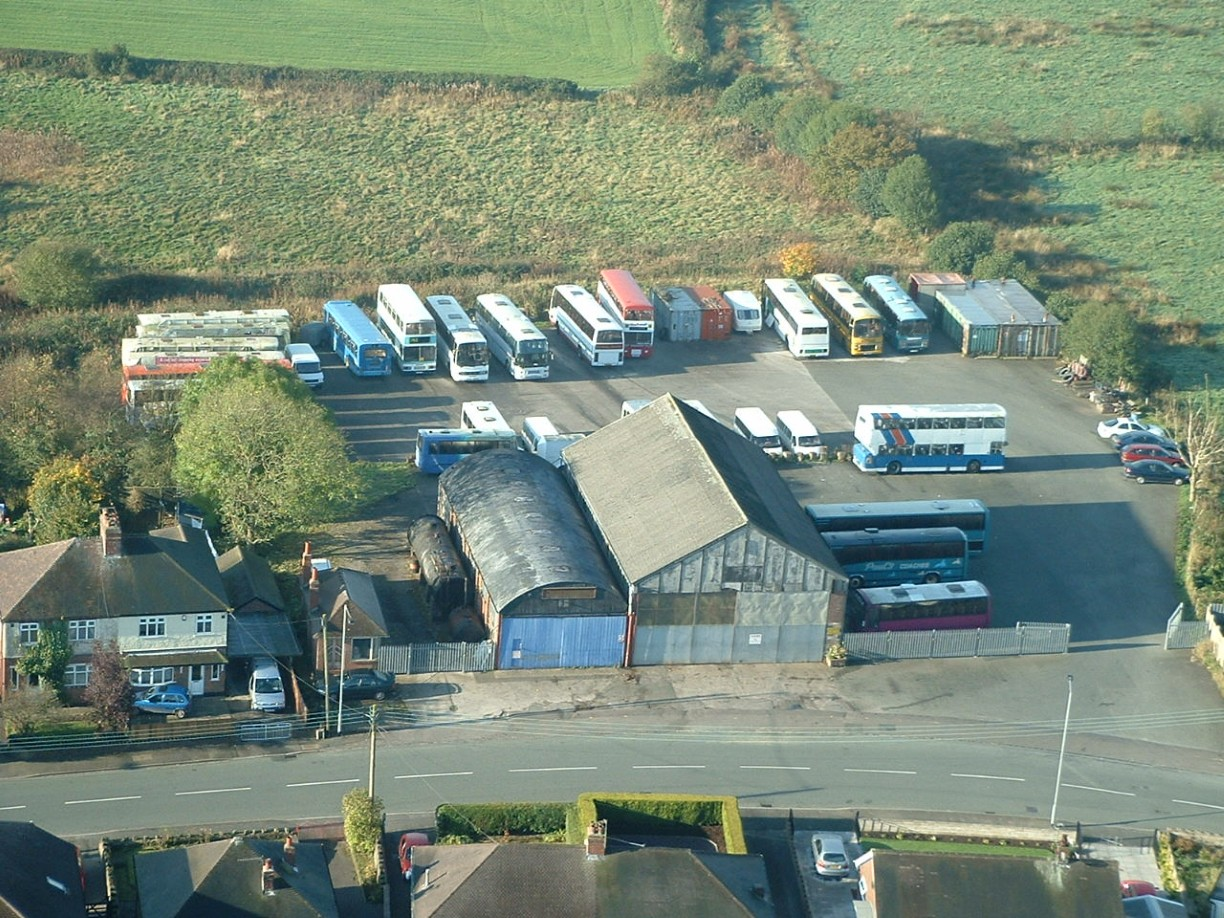
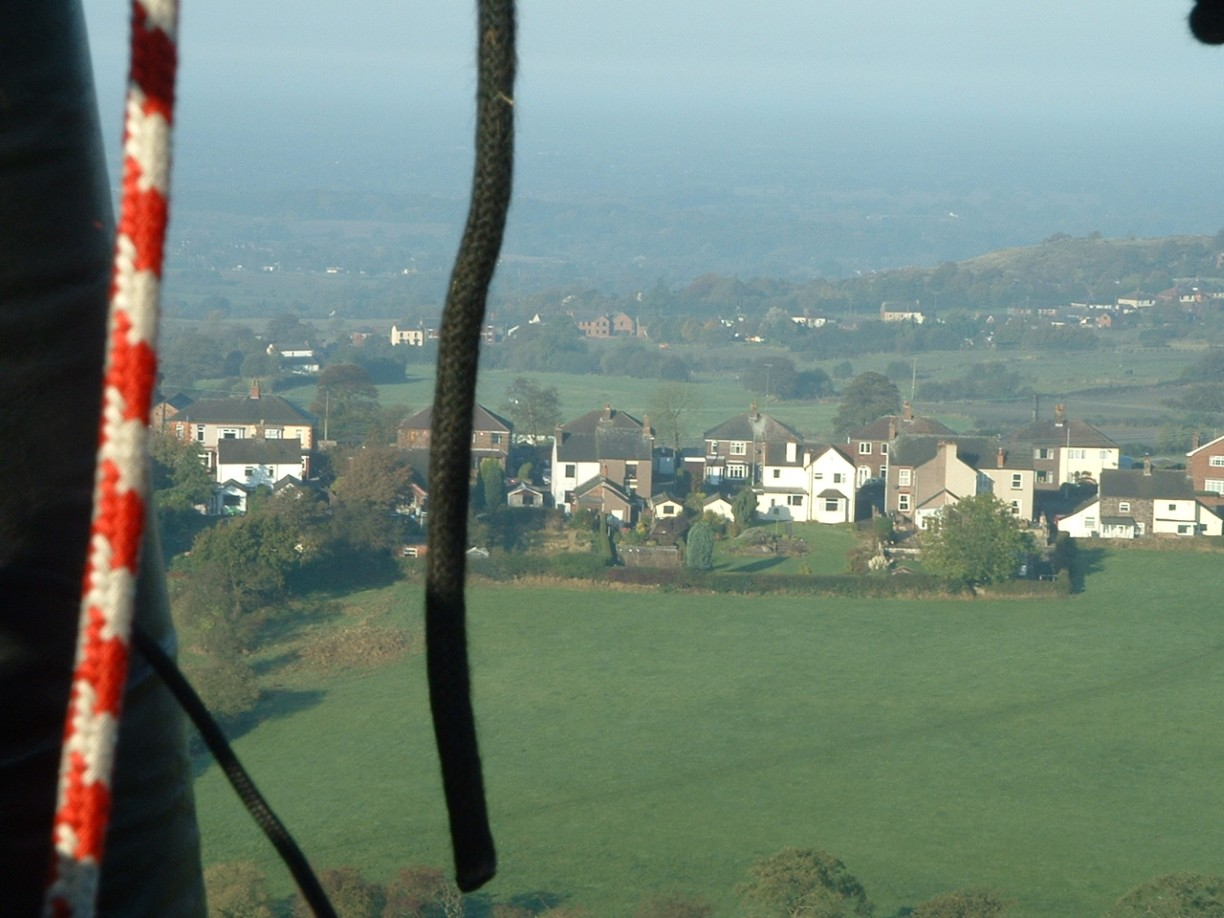